# Gymnophthalmus marconaterai
Gymnophthalmus marconaterai — вид ящірок родини гімнофтальмових (Gymnophthalmidae). Ендемік Венесуели. Описаний у 2017 році.

## Поширення і екологія
Gymnophthalmus marconaterai відомі з кількох місцевостях, розташованих в штатах Апуре на заході Венесуели.